# Crossopsora ziziphi
Crossopsora ziziphi är en svampart som först beskrevs av Syd., P. Syd. & E.J. Butler, och fick sitt nu gällande namn av Syd. & P. Syd. 1919. Crossopsora ziziphi ingår i släktet Crossopsora och familjen Phakopsoraceae.   Inga underarter finns listade i Catalogue of Life.